# Schistura deignani
Schistura deignani és una espècie de peix de la família Balitoridae i de l'ordre dels cipriniformes que es troba a Tailàndia.